# Jahnu Barua

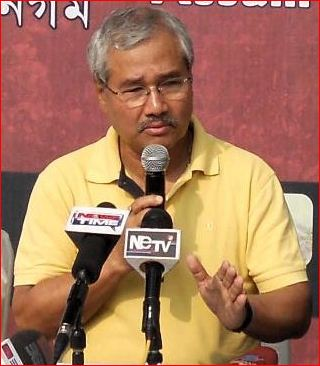
Jahnu Barua

Jahnu Barua (ur. 17 października 1952) - indyjski reżyser filmowy i dokumentalista, także producent.
Urodził się w Bakata w dystrykcie Sivasagar w północno-wschodnim stanie Assam. Pochodzi z wielodzietnej rodziny. Kształcił się w B. Baruah College w Guwahati, następnie studiował reżyserię filmową na Film and Television Institute of India w Pune. 
Filmy Barui charakteryzuje prostota oraz bogata, wielopoziomowa symbolika. Można w nich zauważyć silny nacisk na tematykę społeczną, często prezentowaną z perspektywy opisywanej przez niektórych jako gandyjska, przez innych zaś jako lewicowa. Reżyser uznaje kino za medium będące istotnym narzędziem postępu społecznego. Istotną rolę w obrazach Barui odgrywa natura.
Uznawany za jednego z pionierów assamskiego kina artystycznego. Jego filmografia obejmuje kilkanaście filmów fabularnych, jak również szereg filmów dokumentalnych.
Zasiada we władzach  Satyajit Ray Film and Television Institute of India z siedzibą w Kalkucie, przewodniczył Indian Documentary Producers Association.
W 2003 otrzymał Padmę Shri, w 2015 natomiast Padmę Bhushan. Wielokrotny zdobywca Narodowej Nagrody Filmowej.

## Filmografia
- 1982: Aparoopa
- 1984: Apeksha
- 1986: Papori
- 1987: Halodhia Choraye Baodhan Khai
- 1990: Bonani
- 1992: Firingoti
- 1995: Hkhagoroloi Bohu Door
- 1998: Kuhkhal
- 2000: Pokhi
- 2003: Konikar Ramdhenu
- 2004: Tora
- 2005: Maine Gandhi Ko Nahin Mara
- 2007: Har Pal
- 2010: Mumbai Cutting (wyłącznie część Anjane Dost)
- 2012: Baandhon
- 2014: Ajeyo
- 2018: Bhoga Khirikee

Źródła: